# Andréievksi (Stàvropol)
|  | Per a altres significats, vegeu «Andréievski». |

Andréievski (en rus: Андреевский) és un poble (un khútor) del krai de Stàvropol, a Rússia, que en el cens del 2010 tenia 855 habitants. Pertany al districte rural de Zelenokumsk.